# Free-Will
Free-Will — японский независимый лейбл звукозаписи основанный в 1986 году для записи и продвижения J-Rock и Visual kei групп. На лейбле записываются одни из самых известных вижуал кей групп — The Gazette, Kra, SuG, Alice nine и т.д

## Сотрудничество
Лейбл сотрудничает с другими известными музыкальными лейблами, так совместно с другими лейблами созданы следующие дочерние компании:

### СSony Music
- Firewall Div. — Baroque, Dir en grey
- Lizard — Kagerou

### Сking Records
- PS Company — Alice Nine, Kagrra (распались), Kra, The Gazette, SuG (распались)
  - Indie PSC — Screw, ViViD
- S’Cube — Eile de Mu, Puppet Mammy, Ruvie, Tokyo Michael

### Сavex Group
- Ism — Kannivalism

### СUniversal Music Group
- Back Coat — 12012

## Ссылка
- Free-Will Japan
- Free-Will America
- PS Company
- S’Cube